# Marco Antonio Pasi
Marco Antonio o Marc'Antonio Pasi (Carpi, 1537 – Lucca, 1599) è stato un architetto e ingegnere italiano del XVI secolo;.

## Biografia
Figlio di Giacomo, membro del consiglio generale di Carpi e amministratore pubblico, il suo primo incarico di cui si abbia traccia è la cartografia della Garfagnana da parte degli Estensi del 1563 che ne avevano da poco ottenuto il possesso.
Il Pasi si è occupato di opere di ingegneria idraulica come la regolamentazione delle acque nel ferrarese, di cartografia, di illuminotecnica ma anche di restauro e costruzione di presidi militari e fortezze per la difesa del territorio.
Fra le sue opere è opportuno ricordare anche la «Carta dei Ducati estensi» del 1571, la definitiva ristrutturazione e assetto militare della Fortezza delle Verrucole in Garfagnana ma anche la sua partecipazione all'allestimento del Torneo l’Isola Beata realizzato a Ferrara nel 1569 in occasione della venuta di Carlo d’Austria.